# Jaska Raatikainen

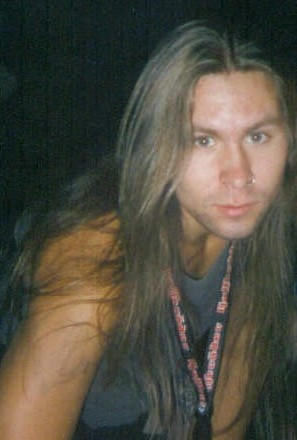
Jaska Raatikainen

Jaska W. Raatikainen (Espoo, 18 juli 1979) is de drummer van de Finse metalband Children of Bodom. Hij richtte samen met Alexi Laiho de groep Inearthed op, een naam die later veranderd werd in Children of Bodom.